# تاما ۱۰۸۹
سیارک ۱۰۸۹ (به انگلیسی: 1089 Tama، نامگذاری:1927WB) هزار و هشتاد و نهمین سیارک کشف شده‌است که در ۱۷ نوامبر ۱۹۲۷ کشف شد.
قدر مطلق سیارک برابر ۱۱٫۶۰ است.